# Крозіо-делла-Валле
Крозіо-делла-Валле (італ. Crosio della Valle) — муніципалітет в Італії, у регіоні Ломбардія,  провінція Варезе.
Крозіо-делла-Валле розташоване на відстані близько 530 км на північний захід від Рима, 50 км на північний захід від Мілана, 5 км на південний захід від Варезе.
Населення — 614 осіб (2014).

## Демографія
Населення за роками:

Станом на 1 січня 2023 року в муніципалітеті офіційно проживало 40 іноземців з 17 країн, серед них 12 громадян країн Євросоюзу та 2 громадяни України.

## Сусідні муніципалітети
- Аццате
- Казале-Літта
- Даверіо
- Морнаго
- Суміраго